# Phaeochoropsis neowashingtoniae
Phaeochoropsis neowashingtoniae är en svampart som först beskrevs av Cornelius Lott Shear, och fick sitt nu gällande namn av K.D. Hyde & P.F. Cannon 1999. Phaeochoropsis neowashingtoniae ingår i släktet Phaeochoropsis och familjen Phaeochoraceae.   Inga underarter finns listade i Catalogue of Life.